# Spartacusförbundet
| Rosa Luxemburg. |  | Karl Liebknecht. |
| Rosa Luxemburg. |  | Karl Liebknecht. |

Spartacusförbundet (tyska: Spartakusbund) var en tysk revolutionär marxist-socialistisk grupp i Tyskland 1914–1919. Medlemmarna kallades spartakister. Namnet är taget efter slaven Spartacus som ledde ett uppror mot romarna år 73 f.Kr.

## Historik
Spartacusförbundet grundades 1914 av Rosa Luxemburg, Karl Liebknecht, Leo Jogiches, Franz Mehring och Clara Zetkin i opposition mot Tysklands socialdemokratiska partis (SPD) pro-krigspolitik. Medlemmarna vände sig mot den borgfred som SPD slutit. År 1917 gick Spartacusgruppen med i Tysklands oberoende socialdemokratiska parti (USPD) men fortsatte att formera sig som en egen grupp inom partiet. År 1918 bytte man på Karl Liebknechts initiativ namn till Spartacusförbundet. Spartacusförbundet var aktivt under tyska novemberrevolutionen 1918. Målet var att få bort militären från makten, socialisering av viktiga industrier och skapandet av en tysk rådsrepublik. 
Den 1 januari 1919 ombildades förbundet och blev tillsammans med andra revolutionära grupper Tysklands kommunistiska parti (KPD). Rosa Luxemburg och Karl Liebknecht avrättades av en frikår som var lagligt verksam under den socialdemokratiska regeringen. Detta skedde den 15 januari 1919 i samband med det så kallade spartakistupproret i Berlin. 
KPD hade under Weimarrepubliken 1919–1933 ledamöter i riksdagen.